# Omar Rodríguez (futbolista nacido en 1996)
Alan Omar Rodríguez (Chapala, Jalisco, 20 de marzo de 1996) es un futbolista mexicano que se desempeña en la demarcación de centrocampista en el C.D. Irapuato de la Liga de Expansión MX.

## Trayectoria

### Deportivo Toluca Fútbol Club
Fuerzas básicas
Formado en las fuerzas básicas (desde la sub-17) del Deportivo Toluca Fútbol Club. Jugó de 2017 a 2018 en el Deportivo Toluca Premier, extinta filial de «los diablos rojos».
Préstamos
Estuvo cedido durante 2019 en el Tlaxcala Fútbol Club (en ese momento participaba en la Segunda División de México). Además jugó el Apertura 2019 con los Loros de la Universidad de Colima.
Retorno
Retornó con el Toluca, esta vez con el primer equipo, para el Guard1anes 2020. Debutó el domingo 4 de octubre de 2020 ante el Cruz Azul al 86' por Antonio Ríos Martínez; el encuentro fue correspondiente a la jornada 13 del torneo y finalizaría con victoria 2-0 a favor del conjunto mexiquense.